# Sphaeradenia rostellata
Sphaeradenia rostellata är en enhjärtbladig växtart som beskrevs av R.Erikss. Sphaeradenia rostellata ingår i släktet Sphaeradenia och familjen Cyclanthaceae.
Artens utbredningsområde är Costa Rica. Inga underarter finns listade.